# Itaparica
Itaparica – wyspa w Zatoce Wszystkich Świętych (port. Baia de Todos de Santos), położona około 10 km od miasta Salvador w Brazylii.
Można się na nią dostać w ciągu jednej godziny, płynąc statkiem z Salvadoru.
Wyspa jest znana jako miejsce turnieju tenisowego Sul American Open. Andre Agassi wygrał tutaj swój pierwszy turniej ATP.